# Tillsonburg
Tillsonburg est une ville du Comté d'Oxford dans la province de l'Ontario au Canada, fondée par Georges Tillson.
Cette ville est la ville de naissance du médecin aventurier Tillson Harrison, le petit-fils de Georges Tillson, mais également de Clara Sipprell, une photographe.

## Démographie
| 2001   | 2006   | 2011   | 2016   |
| ------ | ------ | ------ | ------ |
| 14 052 | 14 822 | 15 301 | 15 872 |